# 無赦
《無赦》（英語：The Unforgivable）是一部2021年美德合拍的劇情片，改編自薩莉·溫賴特編寫的2009年英國迷你劇。電影由諾拉·芬沙伊德執導，彼得·克萊格、希拉里·賽茲（Hillary Seitz）和寇特妮·邁爾斯（Courtenay Miles）編寫劇本。主演珊卓·布拉克在片中詮釋因暴力罪行入獄後，有意重建生活的女性。其他演員包括文森·唐諾佛利歐、強·柏恩瑟、理查·托馬斯、琳達·伊蒙、艾琳·佛朗西絲、羅伯·摩根以及薇拉·戴維絲。
電影由美國和德國合拍，布拉克、葛拉罕·金與維羅尼卡·費瑞爾共同擔任監製。拍攝於2020年2月溫哥華展開，但因COVID-19疫情影響而停工，最後於10月殺青。《無赦》2021年11月24日在美國有限上映，12月10日上線Netflix。

## 演員
- 珊卓·布拉克飾演露絲·史雷特（Ruth Slater）
- 文森·唐諾佛利歐飾演約翰·英格拉姆（John Ingram）
- 強·柏恩瑟飾演布萊克（Blake）
- 理查·托馬斯飾演麥可·馬爾科姆（Michael Malcolm）
- 琳達·伊蒙（英语：Linda Emond）飾演瑞秋·馬爾科姆（Rachel Malcolm）
- 艾琳·佛朗西絲（英语：Aisling Franciosi）飾演凱薩琳·馬爾科姆（Katherine Malcolm）
- 羅伯·摩根飾演文森特·克羅斯（Vincent Cross）
- 薇拉·戴維絲飾演莉茲·英格拉姆（Liz Ingram）
- W·厄爾·布朗（英语：W. Earl Brown）飾演麥克·威蘭（Mac Whelan）
- 愛瑪·尼爾森（Emma Nelson）飾演愛蜜莉·馬爾科姆（Emily Malcolm）

## 製作
2010年8月，葛拉罕·金宣布透過自家的GK影業將2009年英國迷你劇改編成長片。克里斯多福·麥奎里受聘編寫劇本，為主角安潔莉娜·裘莉量身打造。2011年11月，當麥奎里忙於執導《侠探杰克》（2012年）時，史考特·法蘭克被聘來改寫劇本並擔任導演。2013年6月，據悉麥奎里有望以編導身份回歸，並與金一起擔任製片人。
2019年11月，據報導，珊卓·布拉克將出演並透過自家富通影業製作這部當時未定名的電影。維羅尼卡·費瑞爾的也加入製作行列。諾拉·芬沙伊德接任導演一職，Netflix取得發行權。2019年12月，薇拉·戴維絲、艾琳·佛朗西絲和羅伯·摩根加入演出陣容。文森·唐諾佛利歐、強·柏恩瑟、理查·托馬斯、琳達·伊蒙與愛瑪·尼爾森（Emma Nelson）則在2020年2月加入。
電影的主要拍攝2020年2月3日始於加拿大卑詩省溫哥華，預計4月9日殺青。攝影指導吉爾莫·納瓦羅以瑞德數位攝影機及阿萊超定焦鏡頭來拍片，此配置以前曾在《杜立德》（2020年）使用過。3月13日，因COVID-19疫情影響而停工，拍攝日程延後。9月2日恢復拍攝，10月15日宣告殺青。本片是Netflix在加拿大電影公園製片室設立新製作中心的首部項目。

## 發行
2021年8月，電影名稱定為《無赦》。Netflix排定電影2021年11月24日在美國有限上映，12月10日上線自家串流媒體平台。

## 外部連結
- 在Netflix上觀看《無赦》
- 互联网电影数据库（IMDb）上《無赦》的资料（英文）

#invoke:NavboxV2
Template:珊卓·布拉克